# マルクス・ウァレリウス・メッサッラ・ルフス
マルクス・ウァレリウス・メッサッラ・ルフス（ラテン語: Marcus Valerius Messalla Rufus、紀元前103年ごろ - 紀元前27年または26年）は紀元前1世紀初期・中期の共和政ローマの政治家・軍人。紀元前53年に執政官（コンスル）を務めた。

## 出自
メッサッラ・ルフスは、ローマで最も著名なパトリキ（貴族）であるウァレリウス氏族の出身である。ウァレリウス氏族の祖先はサビニ族であり、王政ローマをロームルスとティトゥス・タティウスが共同統治した際に、ローマへ移住したとされる。その子孫に共和政ローマの設立者の一人で、最初の執政官であるプブリウス・ウァレリウス・プブリコラがいる。その後ウァレリウス氏族は継続的に執政官を輩出してきた。
メッサッラ・ルフスの父も祖父もプラエノーメン（第一名、個人名）はマルクスであるが、それ以外のことは分からない。同盟市戦争中のレガトゥス（副司令官）の一人にウァレリウス・メッサッラという人物がいるが、この人物がルフスの父、あるいはまた従兄弟のマルクス・ウァレリウス・メッサッラ・ニゲルの父と思われる。両者の曽祖父は紀元前161年の執政官マルクス・ウァレリウス・メッサッラである。アグノーメン（愛称）であるルフス（赤）は、親戚であるニゲル（黒）との区別のためにつけられた。
ルフスの母は、著名な弁論家であるクィントゥス・ホルテンシウス・ホルタルスの姉または妹である。ルフスには兄弟姉妹がいたことが知られている。 特に、ウァレリアは、スッラの5番目の妻となったが、スッラはその後すぐに死去したので最期の妻となった。

## 経歴

### 早期の経歴
ドイツの歴史学者F. ミュンツァーは、ルフスの経歴とコルネリウス法（Lex Cornelia de magistratibus）の要求事項から、生誕年を遅くとも紀元前103年としている。ルフスはすでに青年時代にアウグル（鳥占官）となった。これは紀元前82年または81年のことで、権力を握ったばかりのスッラが、内戦で手薄になった神官を大規模に補充したためだ。
紀元前80年の親殺しの罪状で告訴されたセクストゥス・ロスキウスの裁判において、マルクス・メッサッラという人物が被告の弁護を申し出たが、「若く経験不足」であったために、ロスキウスはキケロに弁護を依頼して無罪を勝ち取っている。この人物がメッサッラ・ルフスなのか、あるいはさほど年が離れていないメッサッラ・ニゲルなのかは分からない。歴史学者W. ドゥルマンはメッサッラ・ニゲルとしており、F. ミュンツァーはメッサッラ・ルフスの可能性もあるとしている。
おそらくルフスは紀元前61年にはプラエトル（法務官）を務めた。

### 執政官
紀元前54年、ルフスは次期執政官選挙に立候補した。他の候補者にはパトリキのマルクス・アエミリアス・スカウルス（紀元前56年法務官で、紀元前115年の執政官マルクス・アエミリウス・スカウルスの子）、プレブス（平民）のガイウス・メンミウス（紀元前58年法務官）、グナエウス・ドミティウス・カルウィヌスがいた。スカウルスは父の人気の高さから当選の可能性が高かったが、地方での不正行為の罪で裁判にかけられ、勝利の望みを失った。カルウィヌスは多くの知人が支持し、メンミウスはカエサル、グナエウス・ポンペイウスが支持していた。当選の可能性が高い二人のプレブス候補者は団結してルフスに対抗した。このような状況で特にポンペイウスが反対していたことから、キケロによればルフスは「やる気を失っていた」。
メンミウスとカルウィヌスは現役執政官のアッピウス・クラウディウス・プルケルとルキウス・ドミティウス・アヘノバルブスと密約を交わし、7月に借金の利率を従来の倍にすることで有権者を買収するための巨額の資金を調達しようとした。8月に入って、なぜかメンミウスはこの密約を元老院で暴露する。元老院でこの問題を扱う裁判を開く法案提出が決議されたが、この法案に護民官が拒否権を行使した。これを受けた元老院は、できるだけ早く選挙を行うよう勧告することしかできなかった。この密約暴露によって息を吹き返したメッサッラは、俄然やる気を出して市民に施し、9月に入って無罪を勝ち取ったスカウルスも選挙活動に力を入れた。
10月に入って、4人の候補者全員が買収で起訴された。有罪判決は出なかったが、現職執政官が管理する選挙は不信感から延期され、結局年を越した。年越しの前後にポンペイウスを独裁官に選出する法案が護民官によって提出され、小カトがこれを批判、この混乱が続いたことも大きかった。結果、紀元前53年は、夏までインテルレクス（臨時摂政）が置かれることになり、ルフスの従兄弟であるニゲルが就任した。7月になってようやく執政官が選出されたが、当選したのはルフスとカルウィヌスであった。この短い期間の間も、政治的な危機は高まっていった。翌年の執政官候補者であるティトゥス・アンニウス・ミロ、クィントゥス・カエキリウス・メテッルス・ピウス・スキピオ・ナシカ、プブリウス・プラウティウス・ヒプサエス、法務官選挙に立候補したプブリウス・クロディウス・プルケルは、違法なものを含むあらゆる手段を使って権力のために戦った。その結果、それぞれの支持者たちの間で路上での衝突が起こる事態となった。結局、後継者がまだ選出されていない時に両執政官は退任した。
ルフスが執政官を務めていたとき、執政官や法務官は任期満了後直ちに属州総督に就任するのではなく、5年後とすべきとの法案が議論されていた。この法案は翌年に成立したと思われる。
紀元前51年、ルフスは選挙法違反の罪で起訴された。彼は叔父のホルタルスによって弁護され、結果は無罪であったが、世論はルフスが有罪であると確信していた。その結果、ホルタルスは劇場の観客からブーイングを浴びせられ、ルフスは再び告訴され、今度は重い罰金刑を言い渡された。

### その後
ポンペイウスとカエサルの内戦では、ルフスはカエサルに加担した。紀元前48年からカエサル軍のレガトゥス（副司令官）を務めた。紀元前47年、ルフスはメッサナでポンペイウス軍に包囲された。ルフスと同僚のプブリウス・コルネリウス・スッラは脱出した。その後ルフスはカエサルのアフリカ遠征に同行し、タプススの戦い（紀元前46年4月6日）の後、ウティカ攻略を命令された。おそらくは、紀元前45年のヒスパニア遠征にも参加したと思われる。
カエサルの暗殺後、ルフスは政界から引退した。それからは終身職であるアウグルとしての務めと、文学に専念した。古代の資料によるとルフスは55年間アウグルの一員であったとされ、これから計算すると紀元前27年または26年に死去したと思われる。

## 知的活動
ルフスが「アウグルについて」、「家族について」 を書いており、それぞれアウルス・ゲッリウスとプリニウスが引用している。4世紀の歴史家フェストゥスは、ルフスが「十二表法」の解説書を出版したと書いているが、F. ミュンツァーはこの説に疑問を投げかけている。

## 家族
ルフスには同名の実子がいたが、ミュンツァーはこの人物は早くに死去し、その後クラウディウス氏族から養子をとってマルクス・ウァレリウス・メッサッラ・バルバトゥス・アッピアヌスと名乗らせたとしている。R. サイムはルフスの実子はポティウス・ウァレリウス・メッサッラ（紀元前29年補充執政官）とマルクス・ウァレリウス・メッサッラ（紀元前32年補充執政官）であり、アッピアヌスが最後に養子に入ったと考えている。
メッサッラ・バルバトゥス・アッピアヌスの孫娘は第4代皇帝クラウディウスの皇妃メッサリナである。

## 参考資料

### 古代の資料
- アッピアノス『ローマ史』
- アウルス・ゲッリウス『アッティカ夜話』
- アウルス・ヒルティウス『アフリカ戦記』
- ガイウス・プリニウス・セクンドゥス『博物誌』
- マルクス・トゥッリウス・キケロ『ロスキウス弁護』
- マルクス・トゥッリウス・キケロ『アッティクス宛書簡集』
- マルクス・トゥッリウス・キケロ『友人宛書簡集』
- マルクス・トゥッリウス・キケロ『弟クィントゥス宛書簡集』

### 研究書
- Broughton R. Magistrates of the Roman Republic. - New York, 1952. - Vol. II. - P. 558.
- Münzer F. Domitius 43 // Paulys Realencyclopädie der classischen Altertumswissenschaft . - 1905. - Bd. V, 2. - Kol. 1419-1424.
- Münzer F. Valerius 248 // Paulys Realencyclopädie der classischen Altertumswissenschaft . - 1955. - Bd. VIII A, 1. - Kol. 125-126.
- Münzer F. Valerius 266 // Paulys Realencyclopädie der classischen Altertumswissenschaft . - 1955. - Bd. VIII A, 1. - Kol. 162-165.
- Münzer F. Valerius 268 // Paulys Realencyclopädie der classischen Altertumswissenschaft . - 1955. - Bd. VIII A, 1. - Kol. 166-169.
- Münzer F. Valerius Messalla // Paulys Realencyclopädie der classischen Altertumswissenschaft . - 1955. - Bd. VIII A, 1. - Kol. 144-146.
- Volkmann H. Valerius // Paulys Realencyclopädie der classischen Altertumswissenschaft . - 1948. - Bd. VII A, 1. - Kol. 2292-2296.
- Volkmann H. Valerius 89 // Paulys Realencyclopädie der classischen Altertumswissenschaft . - 1948. - Bd. VII A, 1. - Kol. 2311.
- Münzer F. Valerius 268 // Paulys Realencyclopädie der classischen Altertumswissenschaft . - 1955. - Bd. VIII A, 1. - Kol. 131-157.
- Syme R. The Augustan Aristocracy. Oxford University Press, 1986.
- 丸亀裕司『<論説> 紀元前五三年度コンスル選挙 : 共和政末期ローマにおける選挙の一具体例として』学習院大学史学会、2008年。